# Abema Game 9 アゲナイッ!
『Abema Game 9 アゲナイッ!』（アベマ ゲームナイン アゲナイッ!）は、インターネットテレビ局AbemaTVのAbemaウルトラゲームスチャンネルで2018年1月22日から4月13日まで配信されていたゲーム情報バラエティ番組。

## 概要
月曜日から金曜日まで帯で配信。番組タイトルロゴ、テーマソング、スタジオセット、ゲーム情報番組という軸は同一ながらも、各曜日はMCを含む出演者、テーマ内容とも別々であり、アーカイブも後述のようにそれぞれの配信曜日を後ろにつけた別々のものとなっている 。
3月に入るころには情報番組の要素は全曜日とも薄くなり、出演者による実況ゲーム配信が主要素となっていた。4月第2週で全曜日とも終了。

## レギュラー出演者と各曜日テーマ

### Abema Game 9 アゲナイッ! マンデー
テーマ：男性声優による実況プレイ。テーマカラーはブルー。
- MC：岩井勇気（ハライチ）
- 杉山紀彰、小野友樹、沢城千春、永塚拓馬

### Abema Game 9 アゲナイッ! チューズデー
テーマ：女性声優による実況プレイ。テーマカラーはオレンジ。
- MC：パンクブーブー（佐藤哲夫、黒瀬純）
- 飯田里穂[3]、佳村はるか、大橋彩香[4]

### Abema Game 9 アゲナイッ! ウェンズデー
テーマ：スマホゲーム情報。テーマカラーはイエロー。
- MC：麒麟（田村裕、川島明）[5]
- 彩川ひなの（アシスタント）

### Abema Game 9 アゲナイッ! サーズデー
テーマ：家庭用ゲーム機情報。テーマカラーはピンク。
- MC：中川翔子[6]
- 石田ニコル

### Abema Game 9 アゲナイッ! フライデー
テーマ：アクションゲーム、対戦ゲーム（e-Sports）情報。テーマカラーはグリーン。
- MC：ケンドーコバヤシ
- 吉木りさ
- 門脇佳奈子（アシスタント）

## おもなコーナー

### 共通コーナー
- アゲダシッ! - ゲーム最新情報コーナー。2018年2月以降は曜日によって休止。
- 曜日対抗ゲームロワイヤル - 全曜日共通して一つのゲームをプレイ、金曜日最後に優勝曜日を決めるコーナー。番組内に収まらない場合はツイッター上で動画配信、結果が告げられた。2018年2月第3週で終了。

### マンデー
- 乙女ジェニック - 女子に人気のワードを学ぶコーナー。
- ちはる散歩 - 沢城千春が各地のアミューズメント施設を散策するVTRコーナー。レポート慣れしてない沢城をスタジオからいじるのがお約束。
- CM後ジングル（コーナー名なし） - 「あ～げない」をキーワードに出演声優が小芝居を演じる事前収録ジングル。視聴者には好評だが、下記のコーナーでは半ば罰ゲーム化している。
- チーム裏マンデーからの挑戦状 - レギュラー声優欠席時に出演した前内孝文が山谷祥生とチーム裏マンデーを結成。レギュラーを目指しゲームで対抗戦を挑む。勝利者賞として上記ジングル出演権などが贈られる。

### チューズデー
- ○○プレイするぜ! - MC黒瀬を除いた出演メンバーで行う、ゲーム実況プレイコーナー。ゲーム名などが○○に入る。

### ウェンズデー
- アゲナイッ! アプリクリニック - アプリゲーム開発者の相談に回答していくコーナー[7]。
- 無理ゲーチャレンジ - 3月開始。クリアが難しいゲームに挑戦。クリアできた場合、視聴者プレゼントを贈呈。アプリゲームという縛りはなくなっている。

### サーズデー
- アゲナイゲーム研究所 マインクラフトしょこたんランド[8] - マインクラフトで中川理想の王国を作る。制作後はマインクラフトの世界を舞台にミッションが課され、配信された。主な出演者は赤石先生、だんなマン、、新井愛瞳、勇者ナツキ。2018年4月5日終了。3月22日は石田が欠席のため新井が代行MCを務めた[9]。怪盗アゲナイ役に松本梨香。

### フライデー
- ゲームの達人 スゴ技の達人を探せ! - ゲーマーが集まる場所に赴き、達人級のプレイをレポートする。
- 賞金アゲナイ!? プロに勝ったらMAX100万円[10] - 対戦格闘ゲームで番組が用意した刺客を倒せば賞金が20万ずつ増えていくコーナー。おもな刺客はプロゲーマーの立川、板橋ザンギエフ。最終回は歴代出場者8人によるワンナイトトーナメントを開催、異例の時間延長（ウルトラゲームス2にチャンネル移動）も行われた[11]。出場は前述の2名に加え、倉持由香、きのこボクサー、ひでみち、金デヴ、Fugutabetai、ヴァナヲ[12]。

## その他
- 全曜日共通してファミ通編集部が協力[13]。ランキングデータの提供や、新作情報コーナーでは各編集部スタッフがゲスト出演していた。3月に入りランキングコーナーが休止されている。
- サイバーエージェントグループ・CyberZ社内にあるOPENREC STUDIOで収録、配信されている[14]。
- サーズデー、フライデーのみViViA（テレビ朝日映像）制作であるなどスタッフは曜日ごとに別々である[15]。
- 2018年3月31日に特別番組「Abema Game 9 アゲナイッ！ サタデー」を配信。アプリゲーム「夢王国と眠れる100人の王子様」3周年を記念したもので月曜レギュラーの小野友樹がMCを務める[16][17]。

## 音楽

### 主題歌
- ヒゲドライバー「2P PLAY feat.MC8bit」（EXIT TUNES）